# Pueblo burgundio
Los burgundios fueron una confederación romano-germánica oriental originaria de Escandinavia, isla de Bornholm, que a partir del año 200 inició una migración masiva hacia Europa central, seguida por los vándalos, hacia Pomerania (actuales Polonia y noreste de Alemania). Luego se instaló en la Galia, entre los francos y los alamanes, a orillas del Rin. La tribu estableció su capital en «Borbetomagus» (actual Worms) y arrebató «Mogontiacum» (Maguncia) a los romanos.
A principios del siglo V, los burgundios se asentaron pacíficamente en la zona del valle del Ródano, en un área entre las actuales Suiza, Francia e Italia, que por ellos acabaría tomando el nombre de Burgundia (y más adelante evolucionaría a la actual Borgoña). En el año 534, los francos derrotaron a Gundemaro III, el último de los reyes burgundios, y se anexionaron su territorio tras la batalla de Tolbiac.
Sus leyendas y sagas, base del Cantar de los nibelungos, editado por primera vez en la Edad Media en el Sacro Imperio Romano, les dieron trascendencia mitológica. Como muchas tribus germánicas, les predicaron el arrianismo, aunque los católicos dominaron tras la conversión del rey Gundebaldo en 500.

## Población
En tiempos del emperador Graciano, cuando se establecieron en las orillas del Rin, los burgundios eran 80 000 según la crónica de San Jerónimo pero no especifica si contaba solo guerreros o también a los no combatientes. La primera opción la toma Albert Jahn en su Die Geschichte der Burgundionen und Burgundiens (1874), donde estima que en total debían ser 300 000 personas (80 000 hombres en el Rin, 20 000 hombres quedaron en sus hogares, 50 000 mujeres casadas y 150 000 solteras, ancianos y niños). Dominique Jamet en 1996 sostiene que la cifra se refiere al total de personas, fijando en 20 000 en número de combatientes, aunque él se refiere al año 406. Otros cronistas dicen que eran 40 000 a 50 000 guerreros al conquistar los territorios galos donde formaron su reino. Por último, el cálculo más bajo lo da Jean Décarreux, quien dice que eran apenas 25 000, de los que solo unos pocos miles eran guerreros.

## Orígenes tribales

Localización de la isla de Bornholm.

Las tradiciones burgundias mencionaban un origen escandinavo y eso encuentra apoyo en numerosas pruebas y evidencias arqueológicas (Stjerna) y muchos investigadores consideran que esas tradiciones parecen ser correctas. Posiblemente porque Escandinavia estaba más allá del horizonte de las primeras fuentes romanas, incluyendo a Tácito (que solo menciona una tribu escandinava, los suiones), nada se dice en ellas de dónde podrían venir los burgundios. El primero que los cita es Plinio el Viejo, que los veía como una tribu integrante del pueblo vándalo y luego Ptolomeo, en su obra Geographia, en la segunda mitad del siglo II, los cita como vecinos de los semnones. La primera referencia romana a su procedencia es simplemente el Rin (entre otros, Amiano Marcelino, XVIII, 2, 15), ya que para ellos los burgundios no eran sino otra tribu germánica oriental.
Actualmente se cree que los burgundios procederían de la isla de Bornholm, ya que, hacia el año 300, la población había desaparecido en gran parte de la isla. La mayoría de sus cementerios habían dejado de utilizarse, y los que aún se usaban tenían pocos enterramientos. El nombre de la isla, en noruego antiguo, es «Burgundarholmr» («isla de los burgundios»), lo que corrobora tal procedencia.
Nicolás Maquiavelo, en su Historia de Florencia, reseña que los pueblos nórdicos tenían la tradición de que cuando la región donde vivían no daba suficiente para mantener a toda la población que había ido aumentando, un tercio de ellos, hombres, mujeres, niños y ganados, junto con sus autoridades, se ponían en marcha buscando nuevas tierras donde asentarse. En el caso de los habitantes de la isla de Bornholm, no tenían otra opción que emigrar hacia el sur.
Las excavaciones arqueológicas en Alemania en los últimos cincuenta años han puesto de manifiesto la existencia de dos emplazamientos burgundios en Germania anteriores a su contacto con el Imperio romano. Se han dado dos explicaciones sobre su existencia:
- Nuevamente, que los cronistas romanos de las campañas militares no distinguieran a los burgundios de otro de los pueblos germánicos, los alamanes, al escribir sus anales.
- Que tal contacto no se produjese porque los burgundios se separasen de la liga de los alamanes en el momento en que el Imperio romano estaba debilitándose y en desintegración y ocupasen territorios de las actuales Suiza, Austria, el Franco Condado y los Alpes.

## Los reinos burgundios

### El primer reino
En el año 411, el rey de los burgundios, Flavio Gundahario, (latín Flavius Gundaharius o Flavius Gundicharius, nórdico Gunnar), junto con el rey de los alanos, Goar, colocaron a un emperador títere llamado Jovino. Con el permiso del emperador, al que controlaba, Gundahar y los suyos se asentaron en la orilla izquierda romana del Rin, entre los ríos Lauter y Nahe (río), conquistando las zonas hoy conocidas como Worms, Speyer y Estrasburgo. Aparentemente como parte de una "tregua", estos territorios les fueron más tarde concedidos oficialmente por el emperador Honorio.
A pesar del nuevo estatus de los burgundios como foederati (es decir, miembros del Imperio que conservaban su estructura tribal), siguieron asolando los territorios romanos en el norte de Gallia Belgica, lo que se hizo intolerable y acabó sin piedad en el año 436 cuando el general romano Flavio Aetio llamó a Atila y sus hunos como mercenarios, que derrotaron al reino burgundio en el 437. La capital, Borbetomagus (Worms), fue destruida y el propio Gundahar murió en los combates, al parecer junto con la mayor parte de su pueblo.

### Mención en la literatura nórdica
Las terribles batallas de la destrucción de Worms y del reino burgundio por los hunos han sido objeto de leyendas y poemas heroicos a lo largo del tiempo. En la literatura nórdica, las historias de la vida y muerte de Sigurd Fåvnesbane se entrelazan con la caída del Imperio Burgundio y se entrelazan con otros mitos e historias germánicas de diferentes épocas. En la tradición narrativa germánica, había un ciclo de leyendas sobre el hijo del rey Sigurd, su matrimonio con la princesa burgundia Krimhild, su relación con la valquiria Brynhild y su caída. En nórdico se relató en la saga de Sigurd o en la saga de Vølsunga. En el continente, fue escrita por un poeta de la corte austriaca en el siglo XIII en una versión corrupta y conocida como Nibelungenlied (nibelungen = burgundio = nórdico gjukunger). Mientras que el cuento nórdico tenía el elevado patetismo de los Eddakvadene, el Nibelungenlied estaba muy distorsionado como cuento de caballería cristiano.
Sin embargo, tras la historia de culto y caballerosidad cortesana del Nibelungo se esconde el paganismo original para el que Richard Wagner compuso su obra musical El anillo de los nibelungos (un ciclo de cuatro óperas épicas) entre 1853 y 1874. En ella, el rey Günther (Gundahar) y la reina Brünhilde celebran la corte en Worms, y Sigfrido viene a proponerle matrimonio a Krimhild. En las fuentes nórdicas, los nombres respectivos son Gunnar, Brynhild, Sigurd y Gudrun. El personaje Etzel del Nibelungenlied está basado en el rey huno Atila.

### El segundo reino

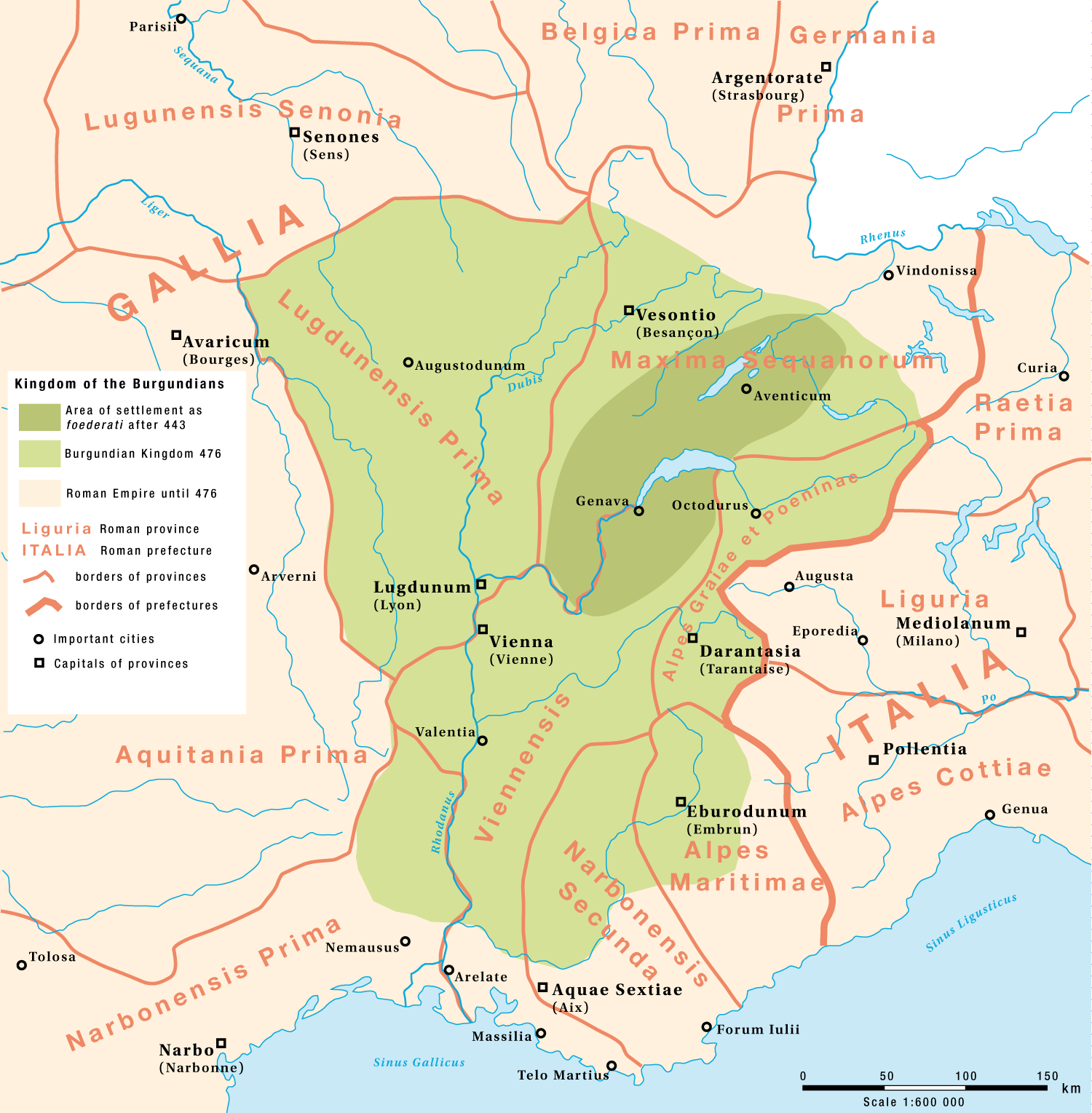
El Segundo Reino Burgundio entre 443 y 476.

Por razones no recogidas en las fuentes, se concedió a los burgundios el estatus de foederati por segunda vez, y Aecio permitió a los restos de los burgundios reasentarse dentro de las fronteras del Imperio Romano en la región de Sapaudia. Aunque este nombre no corresponde a ninguna zona conocida en la actualidad, probablemente se encontraba en los alrededores de Lugdunum, la actual Lyon, al oeste del lago Lemán y en el alto Ródano, donde acabaron dando nombre al distrito vinícola francés de Borgoña y al posterior Ducado de Borgoña. Un nuevo rey, Flavio Gondioc o Gunderic, posiblemente hijo de Gundahar, parece haber reinado a partir de la muerte de su padre. En total, hubo ocho reyes burgundios de la familia de Gundahar, que gobernaron hasta que el reino fue superado y conquistado por los francos, en el año 534.
Como aliados de Roma en su última década, los burgundios lucharon junto a Aecio y una confederación de visigodos y otros contra Atila en la batalla de Chalons en 451. La alianza entre los burgundios y los visigodos parece haberse solidificado después de que Gondioc y su hermano Flavio Chilperico I siguieran a Flavio Teodorico II a Hispania para luchar contra los suevos en 455.

### Lucha por el reino
También en el año 455, una referencia ambigua: infidoque tibi Burdundio ductu implica a un líder sin nombre y traidor de los burgundios en el asesinato del emperador Petronio Máximo en el caos que siguió a las invasiones vándalas de Roma. También se culpó al general romano Flavio Ricimero, de ascendencia germánica. Estos acontecimientos marcaron los primeros indicios de una conexión entre los burgundios y Ricimero, que probablemente era cuñado de Gundioc y tío de Flavio Gundebaldo.
Los burgundios, aparentemente seguros de su creciente poder, negociaron en 456 ampliar sus territorios y compartir el poder con los senadores romanos locales. En 457, Ricimer derrocó a otro emperador, Avito, y colocó a Mayoriano en el trono. Al año siguiente de su ascensión, sometió a los burgundios a la autoridad imperial. Mayoriano al dar estas muestras de independencia, fue asesinado por Ricimer en 461.
Diez años más tarde, en 472, Ricimer, ahora yerno del emperador de Occidente Antemio, conspiró con Flavio Gundebaldo para hacer asesinar a su suegro. Flavio Gundebaldo decapitó al emperador, al parecer sin ayuda de nadie. Ricimer nombró entonces a Olibrio nuevo emperador. Sin embargo, murió por causas naturales. Gundobad parece haber sucedido a su tío como patricio y hacedor de reyes, y colocó a Glicerio en el trono.
En el año 474, parece que la influencia burgundia sobre la pars occidentalis había terminado. Glicerio fue depuesto en favor de Julio Nepote, y Flavio Gundebaldo regresó a Burgundia, presumiblemente debido a la muerte de su padre Flavio Gundioc. En ese momento, o poco después, el reino burgundio se dividió entre Flavio Gundebaldo y sus hermanos, Godegisilo, Chilperico II, y Gundemaro II.

### Consolidación del reino
Según Gregorio de Tours, los años que siguieron al regreso de Flavio Gundebaldo a la Sapaudia fueron una sangrienta consolidación del poder en el reino. Gregorio afirma que Flavio Gundebaldo mató a su hermano Chilperico, ahogó a su esposa y exilió a sus hijas (una de las cuales, Clotilde, se convirtió en la esposa del rey franco-romano, Flavio Clodoveo I). La cronología de Gregorio de los acontecimientos relacionados con Clodoveo y Flavio Gundebaldo ha sido cuestionada por historiadores como Bury, Shanzer y Wood, entre otros. Gregorio era una especie de apologista franco, que hacía apología de los francos, normalmente desacreditando a los enemigos de Clodoveo atribuyéndoles acciones bastante increíbles. Al igual que Godegisel, suele referirse a la traición de los aliados de Clodoveo, cuando en realidad fue el propio Clodoveo quien parece haberlos comprado, como en el caso de los francos riparios. Sin embargo, esto ha sido cuestionado por historiadores que han señalado problemas con la cronología de Gregorio.
En algún momento alrededor del año 500, cuando Flavio Gundebaldo y Flavio Clodoveo estaban en guerra entre sí, se dice que Flavio Gundebaldo fue traicionado por su hermano Godegisilo, que unió fuerzas con los francos, y junto con las fuerzas de Godegisilo y Clodoveo, "el ejército de Gundebaldo fue aplastado". Gundebaldo permaneció poco tiempo en Aviñón, pero reorganizó su ejército y asoló Vienne, donde murieron su hermano Godegisilo y muchos de sus seguidores. A partir de entonces, Gundebaldo parece haber sido indiscutiblemente el único rey de Sapaudia. Esto implicaría que su hermano Gundemaro ya había muerto, aunque esto no se menciona en las fuentes.
O bien Flavio Gundebaldo o Clodoveo consiguieron reconciliarse, o bien Flavio Gundebaldo fue obligado a algún tipo de sumisión por Clodoveo debido a la victoria anterior, ya que el rey burgundio parece haber apoyado a los francos en 507 en su victoria sobre Alarico II y los visigodos.
En algún momento entre los años 483 y 501, Flavio Gundebaldo comenzó a promulgar leyes en la Lex Gundobada. Tras su consolidación en el poder, entre el año 501 y hasta su muerte en el año 516, promulgó la segunda mitad de su ley, que reflejaba más a los burgundios que la primera mitad.

### La caída del Segundo Reino

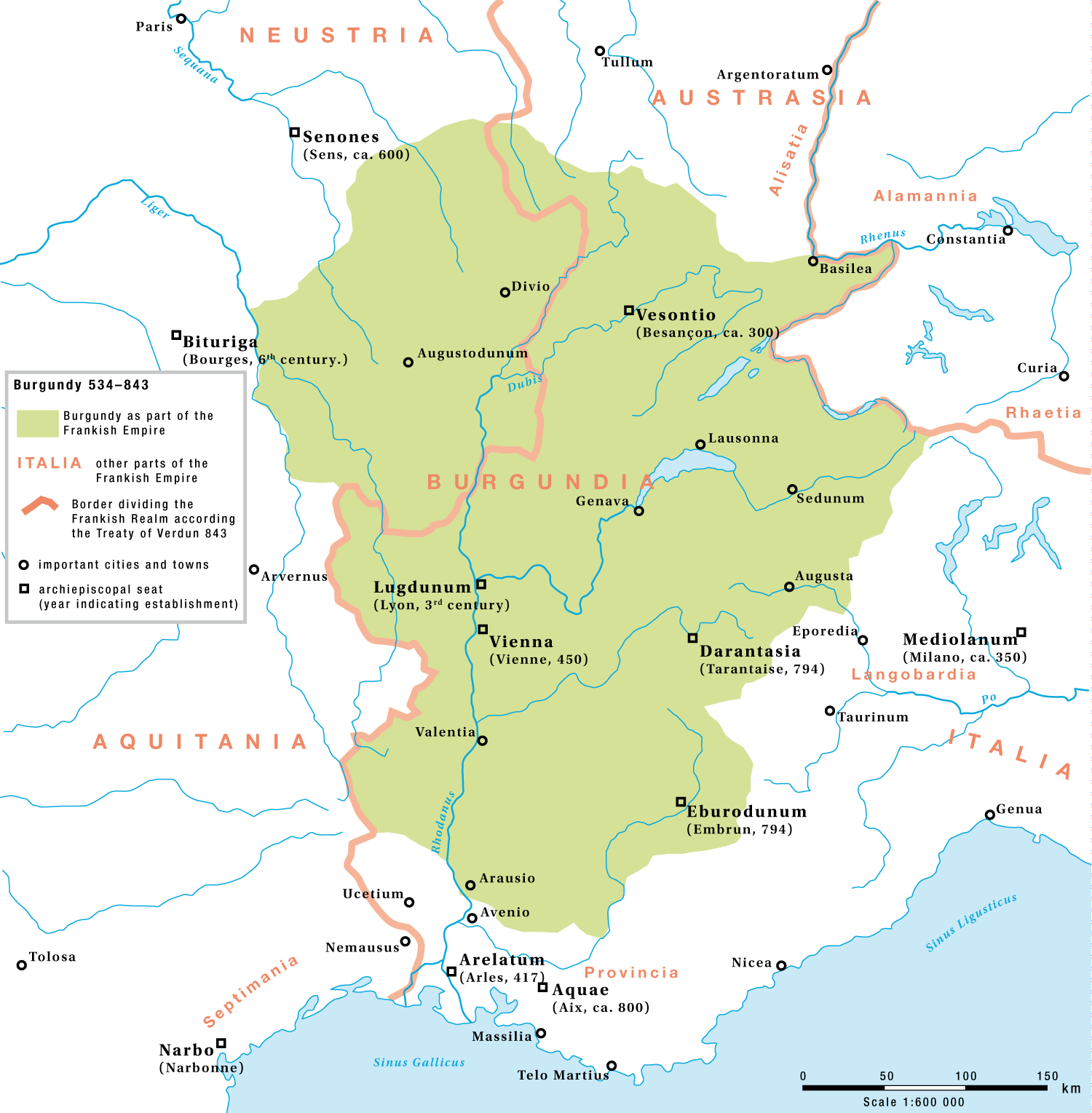
Burgoña como parte del reino franco entre 534 y 843.

Los burgundios expandieron su poder sobre el sureste de Galia, el norte de Italia, el oeste de Sweitz y el sureste de Francia. En 493, el rey franco-romano Flavio Clodoveo se casó con la princesa burgundia Clotilde. Inicialmente aliados con los burgundios contra los visigodos a principios del siglo V, los burgundios fueron finalmente derrotados por los francos en 534. El reino burgundio pasó entonces a manos de los descendientes del rey Clodoveo, la familia real de los merovingios, y los burgundios como pueblo fueron en gran parte absorbidos y englobados en el reino franco, que dio nombre a la nación de Francia.

## Primeras relaciones con los romanos

Localización de los burgundios a mitad del siglo d. C.

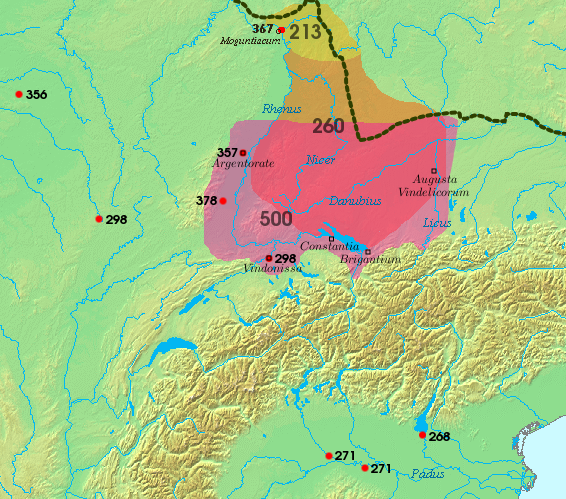
Regiones que ocuparon los alamanes y que posteriormente, al desplazarse al este, fueron ocupadas por los burgundios. (Las fechas señalan los enfrentamientos contra los romanos y la línea negra gruesa, el limes (frontera).

Las primeras migraciones burgundias los llevaron a establecerse en la margen izquierda del curso medio del Óder, aunque algunas tribus llegaron hasta las costas del lejano mar Negro. Más tarde se trasladaron a la cuenca del Vístula, según Jordanes, el historiador de los godos de mediados del siglo VI. A mediados del siglo III, los burgundios habían estado a punto de desaparecer, derrotados por otro pueblo que habitaba la misma zona, los gépidos, que, encabezados por su rey Fastida, casi los aniquilaron.
Hacia la década de 270, los burgundios comenzaron nuevamente a emigrar y entraron por primera vez en contacto con los romanos; hacia el final del siglo III, una población bastante numerosa de burgundios había ocupado las antiguas tierras abandonadas de los alamanes a orillas del Rin y el Meno. El pueblo alamán había empezado a desplazarse hacia el este, hasta la frontera del imperio (limes germánico), que atravesaban con cierta frecuencia para hacer incursiones en gran parte de la Galia (hacia el 259-260), hasta que fueron derrotados y se retiraron al otro lado de la frontera del Rin. Durante casi un siglo, no ocasionaron más problemas a Roma, pero hacia el año 352 retomaron las incursiones. Al final del año 367, cruzaron por sorpresa el Rin y saquearon «Moguntiacum» (Maguncia).
En el año 369, el emperador Valentiniano I solicitó la ayuda de los burgundios en su guerra contra los alamanes (Amiano Marcelino, XXVIII, 5, 8-15), pero al final la campaña no se llevó a cabo, ya que los romanos empezaban a ver en la llegada masiva de los guerreros burgundios una amenaza incluso mayor que la que suponían los alamanes. Valentiniano contraatacó en «Solicinium» y, con ayuda de otros pueblos, los derrotó pírricamente, pues las bajas del ejército romano fueron tan numerosas que tuvo que abandonar la idea de continuar su campaña contra ellos. En 374 los romanos firmaron la paz con Macriano, rey de los alamanes, que desde entonces fue un fiel aliado suyo. Los siguientes tres años Valentiniano reorganizó las defensas de la frontera del Rin, supervisando personalmente la construcción de numerosos fuertes.
Al final del siglo IV, los burgundios expulsaron a los alamanes de la región entre el Taunus y el Neckar y alcanzaron el Rin. Aproximadamente cuatro décadas más tarde, los burgundios aparecen de nuevo en las fuentes. Tras la caída en desgracia y posterior cautiverio y ejecución en Rávena del general y magister militum romano Estilicón, las tropas visigodas de Alarico I volvieron a luchar (406-408) contra Roma, acompañadas esta vez por las tribus del norte, que cruzaron el Rin y penetraron en el Imperio. Entre estas tribus se encontraban los alanos, los vándalos, los suevos y, posiblemente, los burgundios, que se supone habían emigrado hacia el oeste y se habían establecido en el valle del Rin, en la zona próxima a «Borbetomagus» (Worms).
En 436 fueron derrotados por los hunos, perdiendo a 20 000 guerreros y su rey Gundahario.
Cuando el Imperio romano se debilitó, autorizó a los pueblos germánicos a asentarse en su territorio como «federados» (fœderati). Estos pueblos recibían tierras y una parte del impuesto sobre la renta a cambio de garantizar la seguridad del territorio. Entre ellos estaban los burgundios que, a pesar de su condición de foederati, parecen haber tenido una relación tormentosa con los romanos, pues irrumpieron en las regiones fronterizas y extendieron su influencia todo lo posible.
Al parecer hubo a veces una relación amigable entre los hunos y los burgundios. Una costumbre huna para las mujeres les llevaba a alargar artificialmente el cráneo de las niñas mediante fuertes vendajes cuando eran tan solo bebés. En algunas tumbas germánicas, se han encontrado adornos hunos y también cráneos femeninos tratados de esa manera; al oeste del Rin, solo las tumbas burgundias contienen un gran número de esos cráneos.
Los siguientes años vieron el nacimiento del primero de los reinos burgundios en torno a Worms y su posterior destrucción en el año 436. Luego, ya dentro de los límites del imperio, en el año 443 recibieron una región llamada Sapaudia  (la Saboya actual y gran parte de la meseta de Suiza) y se expandieron luego a la Burgundia, donde lograron crear un segundo reino que fue el más duradero y el que abarcó más territorio. Este desapareció en el año 534 tras su definitiva conquista por los francos.